# Chock (mekanik)
En mekanisk eller fysisk chock är en plötslig acceleration eller retardation orsakad av exempelvis kollision, fall, spark, jordbävning eller explosion. Chock är en övergående fysisk excitation.
Vid test av fysiska produkters förmåga att hantera chockbelastning görs chocktester där slag alternativt fall används. När dessa tester utförs talar man ofta om att testet är enligt 1/2 sinuspuls., att man refererar till en halv sinuspuls är då g-krafter som registreras på ett diagram vid ett sådant test liknar en halv sinusvåg.